# ケビン・キアマイアー
- ケビン・キーアマイアー

ケビン・ジェームズ・キアマイアー（Kevin James Kiermaier, 1990年4月22日 - ）は、アメリカ合衆国インディアナ州フォートウェイン出身の元プロ野球選手（外野手）。右投左打。愛称はジ・アウトロー（The Outlaw）。現在は、MLBのトロント・ブルージェイズの球団特別補佐を務める。
アクセントの誤用を避けるため「キーアマイアー」と表記されることもある。

## 経歴

### プロ入り前
パデュー大学からアメリカンフットボールでの奨学金のオファーを受けていたが、野球を続けたいと考え、イリノイ州のコミュニティカレッジのパークランド・カレッジに進学、2シーズンNJCAAのオールアメリカンに選出された。

### プロ入りとレイズ時代
2010年のMLBドラフト31巡目（全体941位）でタンパベイ・レイズから指名され、プロ入り。契約後、傘下のアパラチアンリーグのルーキー級プリンストン・レイズでプロデビュー。57試合に出場して打率.303、2本塁打、16打点、17盗塁を記録した。
2011年はA級ボーリンググリーン・ホットロッズでプレーし、120試合に出場して打率.241、4本塁打、39打点、27盗塁を記録した。オフにはオーストラリアン・ベースボールリーグに参加し、キャンベラ・キャバルリーに所属した。
2012年はルーキー級ガルフ・コーストリーグ・レイズ、A+級シャーロット・ストーンクラブズ、AAA級ダーラム・ブルズでプレーし、3チーム合計で63試合に出場して打率.260、10打点、13盗塁を記録した。オフにはアリゾナ・フォールリーグに参加し、フェニックス・デザートドッグスに所属した。
2013年、マイナーではAA級モンゴメリー・ビスケッツとAAA級ダーラムでプレーし、2チーム合計で136試合に出場して打率.295、6本塁打、41打点、21盗塁を記録した。9月30日にメジャー契約を結んでアクティブ・ロースター入りすると、同日のシーズン163試合目となるテキサス・レンジャーズとのワンゲームプレーオフで9回裏から中堅の守備に就いてメジャーデビュー。チームはそのまま抑え切り、プレーオフ進出の瞬間をグラウンドで迎えることができた。
2014年からの背番号をJ.P.ハウエルが長く着用していた「39」に変更した。開幕をAAA級ダーラムで迎えたが、途中から控え外野手としてメジャーに定着した。5月17日のロサンゼルス・エンゼルス・オブ・アナハイム戦ではメジャー初安打、翌18日の同カードでは初本塁打を記録した。この年は108試合に出場。打率.263、10本塁打、35打点、5盗塁を記録した。守備ではデズモンド・ジェニングスが中堅手を守っていたことにより、右翼手を中心に外野の3ポジションで起用された。
2015年は中堅手のレギュラーに抜擢され、151試合に出場して初めて規定打席に到達した。打率.265、10本塁打、40打点、18盗塁という成績を記録した。守備では5失策を喫して守備率こそ.988だったが、中堅手としてはリーグ最多の15補殺、DRSでは+38を記録した。この守備防御点は2017年にアンドレルトン・シモンズが記録した+41に次ぐ、外野手史上歴代最高記録となった。オフにゴールドグラブ賞を受賞した。MVP投票ではわずかながら票を獲得した。
2016年は105試合に出場して打率.246、12本塁打、37打点、21盗塁を記録した。
2017年3月に総額5350万ドルの6年契約を結んだ（2023年は1300万ドルの球団側選択オプション）。6月9日に、前の試合に一塁にスライディングを試みた際に、右腰に亀裂が入っているのが分かった。少なくとも2か月の離脱が余儀なくされた。8月18日のシアトル・マリナーズ戦で1番打者として復帰した。2年連続の故障での離脱があったにもかかわらず、守備に関してはリーグ屈指の選手であることは変わりなかった。中堅手としてはDRS+22と自身最低で、ミネソタ・ツインズのバイロン・バクストンのDRS+24に次ぐ第2位だった。レギュラーシーズンでは、打率.276、15本塁打（自己最多）、39打点、出塁率.338、長打率.450、16盗塁など、少ない試合数ながら自己最高の打撃成績を記録した。ゴールドグラブ賞を受賞することもなく、レギュラーとしては初めて最終選考にも残らなかった。
2018年は4月16日のテキサス・レンジャーズ戦で二塁にスライディングした際に右手の親指を故障をしたため、試合途中に離脱した。翌日のMRI検査で親指の靭帯断裂が判明したため、3ヵ月戦線を離脱し、6月19日のヒューストン・アストロズ戦で復帰した。レギュラーシーズンでは、88試合に出場し、打率.217、7本塁打、29打点、10盗塁を記録した。また、守備では規定回に達していないにもかかわらずUZR+13、DRS+9.8を記録してウィルソン優秀守備選手賞に選ばれた。
2019年は129試合に出場して打率.228、14本塁打、55打点、19盗塁を記録した。守備ではともにアメリカンリーグ1位のUZR+6.9、DRS+13を記録し、エバン・ロンゴリアに並ぶ球団史上最多タイとなる3度目のゴールドグラブ賞を受賞した。
2020年はCOVID-19の影響で60試合の短縮シーズンとなった。トロント・ブルージェイズとの開幕3戦目では10回裏に山口俊から逆転サヨナラ三塁打を打った。最終成績は49試合の出場で打率.217、3本塁打、22打点、8盗塁だった。守備ではUZR+7.7、補殺6でリーグ1位、DRS+10は同2位を記録した。チームは10年ぶりに地区優勝を飾り、ポストシーズンに進出。ニューヨーク・ヤンキースとのALDS第3戦では、田中将大から決勝点となる本塁打を記録した。ヒューストン・アストロズとのALCSでは華麗な守備を見せるも、第3戦で左手に死球を受け、第4戦から第6戦は先発を外れた。第7戦で先発復帰し、チームもリーグ優勝を決めた。ロサンゼルス・ドジャースとのワールドシリーズでは2本塁打を記録したが、チームは敗れた。
2021年は過去3年の打撃低迷から復調し、122試合の出場で打率.259、4本塁打、37打点、OPS.716を記録した。
2022年は7月に左腰部の手術を行ったため出場試合数は63試合に留まり、打率.228、7本塁打、22打点、OPS.650という成績であった。オフにチームオプションを破棄され、FAとなった。

### ブルージェイズ時代
2022年12月14日にブルージェイズと1年900万ドルの契約を結んだ。
2023年は中堅手のレギュラーとして127試合に出場して打率.265を記録した他、通算4度目となるゴールドグラブ賞を受賞した。オフの11月3日にFAとなったが、12月28日に1年1050万ドルでブルージェイズと再契約を結んだ。2024年7月24日に2024年シーズン限りで現役を引退することが発表された。

### ドジャース時代
2024年7月30日にレイズ時代の同僚だったライアン・ヤーブローとのトレードで、ドジャースへ移籍した。移籍後は主に守備固めとして起用され、ワールドシリーズ優勝を花道に引退した。なお、ポストシーズンではニューヨーク・メッツとのNLCSでのみロースター入りしていた。

### 引退後
2025年からはブルージェイズのフロント入りし、球団特別補佐を務める。

## 選手としての特徴
「守備だけなら歴代最高クラス」とも言えるほど守備力に優れており、ゴールドグラブ賞を4回受賞している。中堅手としてDRSは通算・単年ともにMLB歴代最高であり、通算UZRはアンドリュー・ジョーンズに次ぐ2位である。
強肩であり、2015年10月1日には外野から本塁への送球の球速が100.4mph（約161km/h）を記録した。
走力があり、通算で60本の三塁打と、3本のランニング本塁打を記録している。

## 人物
妻との間には息子が2人いて、2018年11月に長男のカーター・ジェームズ、2021年3月に次男のクルー・ジャックスが誕生した。

## 詳細情報

### 年度別打撃成績
| 年 度     | 球 団     | 試 合 | 打 席 | 打 数 | 得 点 | 安 打 | 二 塁 打 | 三 塁 打 | 本 塁 打 | 塁 打 | 打 点 | 盗 塁 | 盗 塁 死 | 犠 打 | 犠 飛 | 四 球 | 敬 遠 | 死 球 | 三 振 | 併 殺 打 | 打 率 | 出 塁 率 | 長 打 率 | O P S |
| --------- | --------- | ----- | ----- | ----- | ----- | ----- | -------- | -------- | -------- | ----- | ----- | ----- | -------- | ----- | ----- | ----- | ----- | ----- | ----- | -------- | ----- | -------- | -------- | ----- |
| 2013      | TB        | 1     | 0     | 0     | 0     | 0     | 0        | 0        | 0        | 0     | 0     | 0     | 0        | 0     | 0     | 0     | 0     | 0     | 0     | 0        | ----  | ----     | ----     | ----  |
| 2014      | TB        | 108   | 364   | 331   | 35    | 87    | 16       | 8        | 10       | 149   | 35    | 5     | 4        | 5     | 2     | 23    | 2     | 3     | 71    | 3        | .263  | .315     | .450     | .765  |
| 2015      | TB        | 151   | 535   | 505   | 62    | 133   | 25       | 12       | 10       | 212   | 40    | 18    | 5        | 2     | 2     | 24    | 0     | 2     | 95    | 7        | .263  | .298     | .420     | .718  |
| 2016      | TB        | 105   | 414   | 366   | 55    | 90    | 20       | 2        | 12       | 150   | 37    | 21    | 3        | 0     | 1     | 40    | 1     | 7     | 74    | 5        | .246  | .331     | .410     | .741  |
| 2017      | TB        | 98    | 421   | 380   | 56    | 105   | 15       | 3        | 15       | 171   | 39    | 16    | 7        | 4     | 1     | 31    | 2     | 5     | 99    | 3        | .276  | .338     | .450     | .788  |
| 2018      | TB        | 88    | 367   | 332   | 44    | 72    | 12       | 9        | 7        | 123   | 29    | 10    | 5        | 2     | 2     | 25    | 2     | 6     | 91    | 4        | .217  | .282     | .370     | .653  |
| 2019      | TB        | 129   | 480   | 447   | 60    | 102   | 20       | 7        | 14       | 178   | 55    | 19    | 5        | 1     | 1     | 26    | 2     | 5     | 104   | 8        | .228  | .278     | .398     | .676  |
| 2020      | TB        | 49    | 159   | 138   | 16    | 30    | 5        | 3        | 3        | 50    | 22    | 8     | 1        | 0     | 0     | 20    | 1     | 1     | 42    | 2        | .217  | .321     | .362     | .683  |
| 2021      | TB        | 122   | 390   | 348   | 54    | 90    | 19       | 7        | 4        | 135   | 37    | 9     | 5        | 0     | 4     | 33    | 2     | 5     | 99    | 4        | .259  | .328     | .388     | .716  |
| 2022      | TB        | 63    | 221   | 206   | 28    | 47    | 8        | 0        | 7        | 76    | 22    | 6     | 1        | 0     | 0     | 14    | 0     | 1     | 61    | 2        | .228  | .281     | .369     | .649  |
| 2023      | TOR       | 129   | 408   | 370   | 58    | 98    | 21       | 6        | 8        | 155   | 36    | 14    | 1        | 1     | 4     | 29    | 0     | 4     | 86    | 9        | .265  | .322     | .419     | .741  |
| 2024      | TOR       | 82    | 217   | 200   | 24    | 39    | 7        | 2        | 4        | 62    | 18    | 5     | 0        | 5     | 1     | 10    | 0     | 1     | 66    | 3        | .195  | .236     | .310     | .546  |
| 2024      | LAD       | 34    | 64    | 59    | 7     | 12    | 2        | 1        | 1        | 19    | 8     | 1     | 2        | 2     | 0     | 2     | 0     | 1     | 20    | 1        | .203  | .242     | .322     | .564  |
| '24計     | LAD       | 116   | 281   | 259   | 31    | 51    | 9        | 3        | 5        | 81    | 26    | 6     | 2        | 7     | 1     | 12    | 0     | 2     | 86    | 4        | .197  | .237     | .313     | .550  |
| MLB：12年 | MLB：12年 | 1159  | 4040  | 3682  | 499   | 905   | 170      | 60       | 95       | 1480  | 378   | 132   | 39       | 22    | 18    | 277   | 12    | 41    | 908   | 51       | .246  | .304     | .402     | .706  |

### 年度別守備成績
| 年 度 | 球 団 | 左翼（LF） | 左翼（LF） | 左翼（LF） | 左翼（LF） | 左翼（LF） | 左翼（LF） | 中堅（CF） | 中堅（CF） | 中堅（CF） | 中堅（CF） | 中堅（CF） | 中堅（CF） | 右翼（RF） | 右翼（RF） | 右翼（RF） | 右翼（RF） | 右翼（RF） | 右翼（RF） |
| 年 度 | 球 団 | 試 合      | 刺 殺      | 補 殺      | 失 策      | 併 殺      | 守 備 率   | 試 合      | 刺 殺      | 補 殺      | 失 策      | 併 殺      | 守 備 率   | 試 合      | 刺 殺      | 補 殺      | 失 策      | 併 殺      | 守 備 率   |
| ----- | ----- | ---------- | ---------- | ---------- | ---------- | ---------- | ---------- | ---------- | ---------- | ---------- | ---------- | ---------- | ---------- | ---------- | ---------- | ---------- | ---------- | ---------- | ---------- |
| 2013  | TB    | -          | -          | -          | -          | -          | -          | 1          | 0          | 0          | 0          | 0          | ----       | -          | -          | -          | -          | -          | -          |
| 2014  | TB    | 1          | 0          | 0          | 0          | 0          | ----       | 42         | 100        | 2          | 1          | 1          | .990       | 68         | 137        | 3          | 5          | 1          | .966       |
| 2015  | TB    | -          | -          | -          | -          | -          | -          | 148        | 410        | 15         | 5          | 3          | .988       | 2          | 2          | 0          | 0          | 0          | 1.000      |
| 2016  | TB    | -          | -          | -          | -          | -          | -          | 104        | 264        | 7          | 2          | 1          | .993       | -          | -          | -          | -          | -          | -          |
| 2017  | TB    | -          | -          | -          | -          | -          | -          | 97         | 242        | 5          | 6          | 1          | .976       | -          | -          | -          | -          | -          | -          |
| 2018  | TB    | -          | -          | -          | -          | -          | -          | 88         | 232        | 5          | 0          | 1          | 1.000      | -          | -          | -          | -          | -          | -          |
| 2019  | TB    | -          | -          | -          | -          | -          | -          | 125        | 250        | 6          | 4          | 0          | .985       | -          | -          | -          | -          | -          | -          |
| 2020  | TB    | -          | -          | -          | -          | -          | -          | 46         | 86         | 6          | 0          | 0          | 1.000      | -          | -          | -          | -          | -          | -          |
| 2021  | TB    | -          | -          | -          | -          | -          | -          | 116        | 229        | 1          | 1          | 0          | .996       | -          | -          | -          | -          | -          | -          |
| 2022  | TB    | -          | -          | -          | -          | -          | -          | 60         | 139        | 2          | 1          | 0          | .993       | -          | -          | -          | -          | -          | -          |
| 2023  | TOR   | -          | -          | -          | -          | -          | -          | 127        | 257        | 5          | 3          | 2          | .989       | -          | -          | -          | -          | -          | -          |
| 2024  | TOR   | -          | -          | -          | -          | -          | -          | 80         | 166        | 1          | 3          | 0          | .982       | 1          | 1          | 0          | 0          | 0          | 1.000      |
| 2024  | LAD   | -          | -          | -          | -          | -          | -          | 32         | 63         | 1          | 0          | 1          | 1.000      | -          | -          | -          | -          | -          | -          |
| '24計 | LAD   | -          | -          | -          | -          | -          | -          | 112        | 229        | 2          | 3          | 1          | .987       | 1          | 1          | 0          | 0          | 0          | 1.000      |
| MLB   | MLB   | 1          | 0          | 0          | 0          | 0          | ----       | 1066       | 2438       | 56         | 26         | 11         | .990       | 71         | 140        | 3          | 5          | 1          | .966       |

- 各年度の太字はリーグ最高
- 各年度の太字年はゴールドグラブ賞受賞

### 表彰
- ゴールドグラブ賞（外野手部門）：4回（2015年、2016年、2019年、2023年）
- プラチナグラブ賞：1回（2015年）
- フィールディング・バイブル・アワード：2回（2015年、2020年）

### 記録
- ウィルソン優秀守備選手賞（英語版）（中堅手部門）：2回（2016、2018年）
- 通算ランニング本塁打：3[31]
- シーズン守備防御点：+38（2015年、外野手として歴代最高記録）[33]

### 背番号
- 41（2013年）
- 39（2014年 - 2024年7月29日）
- 93（2024年8月2日 - 同年終了）